# Lijst van heersers van Kleef

Wapen van het graafschap Kleef

De graaf van Kleef regeerde over het graafschap Kleef vanaf de 11e eeuw. In 1417 werd het graafschap een hertogdom. Voor de nummering is de recente publicatie uit 2013 van Matthias Böck aangehouden.
Onderstaande tabel is een lijst van graven en hertogen van Kleef.

## Huis Kleef
- 10??-1050: Rutger I
- 1050-1075: Rutger II
- 1075-1091: Diederik II
- 1092-1118/20: Diederik III (Diederik I volgens een andere telling )
- 1117-1147: Arnold I
- 1150-1172: Diederik IV (Diederik II volgens een andere telling )
- 1173-ca.1200: Diederik V (Diederik III volgens een andere telling )
- 1188-1200: Arnold II
- ca.1200-1260: Diederik VI (Diederik IV volgens een andere telling )
- 1260-1275: Diederik VII (Diederik V volgens een andere telling )
- 1275-1305: Diederik VIII (Diederik VI volgens een andere telling )
- 1305-1310: Otto I
- 1310-1347: Diederik IX (Diederik VII volgens een andere telling )
- 1347-1368: Jan I

## Huis van der Mark
- 1368-1394: Adolf I

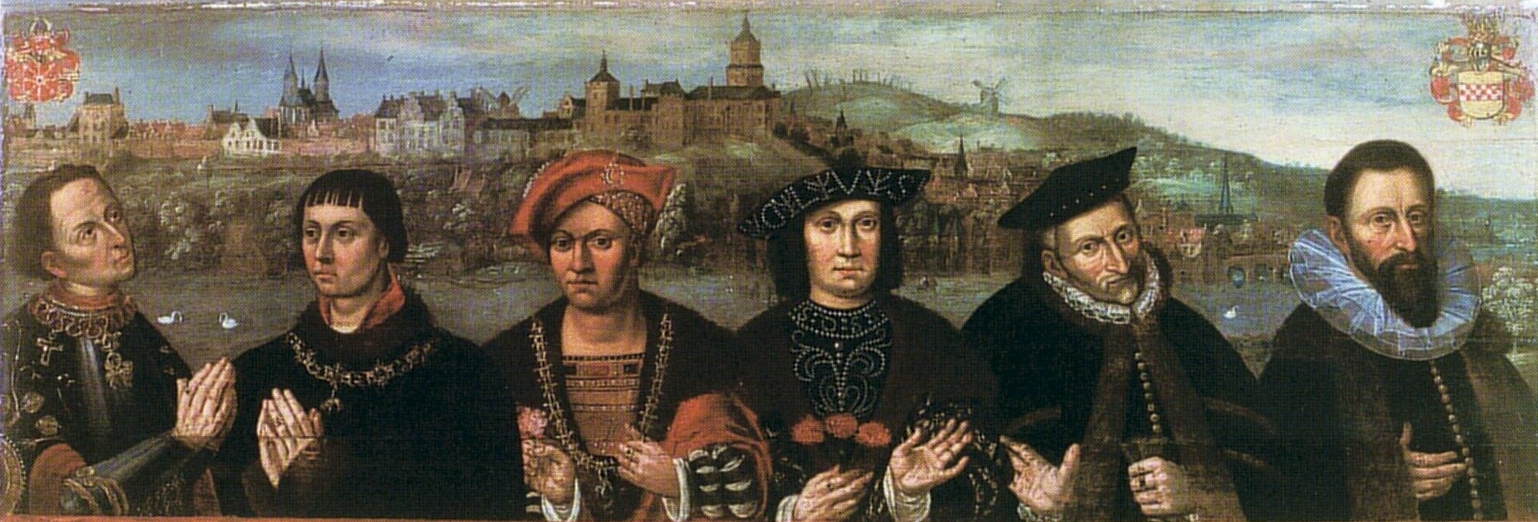
V.l.n.r. de hertogen Adolf II, Jan I, Jan II, Jan III, Willem V en Johan Willem

- 1394-1448: Adolf II (vanaf 1417 hertog)
- 1448-1481: Jan I (vanaf 1461 graaf van Mark)
- 1481-1521: Jan II
- 1521-1539: Jan III hertog van Gulik-Berg
- 1539-1592: Willem V de Rijke, van 1538-1543 hertog van Gelre, vanaf 1541 hertog van Gulik-Berg, vanaf 1545 graaf van Mark en Ravensberg
- 1592-1609: Johan Willem vanaf 1609 graaf van Mark en Ravensberg